# Riu Sokoto
El riu Sokoto, també conegut com a riu Kebbi, és un afluent del riu Níger que discorre pel nord-oest de Nigèria. La font se situa a prop de Funtua, al sud de l'estat de Katsina. Flueix cap al nord-oest passant per Gusau, a l'estat de Zamfara, on l'embassament de Gusau abasteix la ciutat d'aigua. Més avall el riu entra en l'estat de Sokoto i se li uneix el riu Rima, Finalment entra a l'estat de Kebbi. S'uneix al riu Níger uns 120 quilòmetres al sud de Birnin Kebbi.
Les planes al voltant del riu són molt conreades i el riu s’utilitza pel regadiu. El riu és un mitjà de transport important. La presa de Bakolori, uns 100 quilòmetres aigües amunt de Sokoto, ha tingut un impacte significatiu en el cultiu de la plana inundable aigües avall.

## Hidrografia
El cabal del riu es va mesurar en m³ / s a la desembocadura.